# Marcin Grabowski (piłkarz)
Marcin Grabowski (ur. 21 maja 2000 w Pile) – polski piłkarz grający na pozycji obrońcy.